# Андерсън (Южна Каролина)
Андерсън (на английски: Anderson) е град в югозточната част на Съединените американски щати, административен център на окръг Андерсън в щата Южна Каролина. Населението му е около 25 500 души (2010).
Разположен е на 241 метра надморска височина на платото Пидмънт, на 13 километра източно от язовира Хартуел и на 46 километра югозападно от Грийнвил. Селището е основано през 1828 година и получава името на пионера от XVIII век Робърт Андерсън. Днес то е предимно промишлен център с най-голямо значение на производството на автомобилни и пластмасови елементи.

## Известни личности
Родени в Андерсън
- Чадуик Боузман (р. 1977), актьор